# En Kristen
En Kristen er en amerikansk stumfilm fra 1923 af Maurice Tourneur.

## Medvirkende
- Richard Dix som John Storm
- Mae Busch som Glory Quayle
- Gareth Hughes som Brother Paul
- Phyllis Haver som Polly Love
- Cyril Chadwick som Lord Robert Ure
- Mahlon Hamilton som Horatio Drake
- Joseph J. Dowling som Father Lampleigh
- Claude Gillingwater som Lord Storm